# Marie Lu
Pour les articles homonymes, voir Lu.
Œuvres principales
- Série Legend
- Série Young Elites
- Série Warcross

Marie Lu, née Xiwei Lu, le 11 juillet 1984 à Wuxi en Chine, est une romancière américaine pour  jeunes lecteurs. Elle est notamment connue pour le succès de sa série Legend une dystopie qui se passe dans un monde dominé par les militaires.

## Biographie

### Vie personnelle
Marie Lu est née en 1984 à Wuxi dans la province de Jiangsu, en Chine. Sa famille déménage ensuite à Beijing. En 1989, alors qu'elle a 5 ans, ses parents décident de quitter la Chine durant les manifestations de la place Tian'anmen et d'aller vivre aux États-Unis, au Texas.
Marie Lu a étudié à l'université du Sud de la Californie et a pu effectuer un stage au sein de Disney Interactive Studios, une filiale de Disney spécialisée dans le jeu vidéo.
Elle vit aujourd'hui à Los Angeles, en Californie, avec son mari, son fils et ses chiens.

### Vie professionnelle
Marie Lu a écrit plusieurs dystopies dont les séries Legend, Young Elites et Warcross. Elle est également l'autrice du roman Batman : Nightwalker.
Avant sa carrière de romancière, Marie Lu était directrice artistique d'un studio de jeux vidéos.

## Œuvres

### SérieLegend
1. Legend, Castelmore, 2012 ((en) Legend, 2012)
2. Prodigy, Castelmore, 2013 ((en) Prodigy, 2013)
3. Champion, Castelmore, 2014 ((en) Champion, 2013)
4. (en) Rebel, 2019

- (en) Life Before Legend, 2013, recueil de nouvelles

### SérieYoung Elites
1. Young Elites, Castelmore, 2015 ((en) The Young Elites, 2014)
2. La Confrérie de la rose, Castelmore, 2016 ((en) The Rose Society, 2015)
3. L'Étoile de minuit, Castelmore, 2017 ((en) The Midnight Star, 2016)

### SérieAnimal Tatoo
Chaque volume de cette série est écrit par un écrivain différent. Les auteurs des autres volumes sont : Brandon Mull (tome 1), Maggie Stiefvater (tome 2), Garth Nix et Sean Williams (tome 3), Shannon Hale (tome 4), Tui Sutherland (tome 5) et Eliot Schrefer (tome 6).
1. L'Arbre éternel, Bayard, 2016 ((en) The Evertree, 2015)

### SérieWarcross
1. Warcross, Pocket Jeunesse, 2018 ((en) Warcross, 2017)
2. La Revanche, Pocket Jeunesse, 2019 ((en) Wildcard, 2018)

### SérieSkyhunter
1. Skyhunter : L'Arme secrète, De Saxus, 2023 ((en) Skyhunter, 2020), trad. Jean-Baptiste Bernet, 410 p.  (ISBN 978-2-37876-157-8)
2. Steelstriker : L'Ultime Rebellion, De Saxus, 2023 ((en) Steelstriker, 2021), trad. Jean-Baptiste Bernet, 432 p.  (ISBN 978-2-37876-236-0)

### SérieLes Nouveaux Alchimistes
1. Red City, Korrigan, 2025 ((en) Red City, 2025), 600 p.  (ISBN 978-2-38516-163-7)À paraître le 14 octobre 2025 puis traduction française à paraître le 5 novembre 2025

### Romans indépendants
- Batman : Nightwalker, Bayard Jeunesse, 2018 ((en) Batman: Nightwalker, 2018)